# Eriskay-Sund
Der Eriskay-Sund (gälisch: Caolas Eiriosgaigh) ist eine kurze Wasserstraße zwischen den schottischen Hebrideninseln South Uist im Norden und Eriskay im Süden. Er verläuft mit einer Länge von etwa drei Kilometern in Ost-West-Richtung und erreicht dabei eine maximale Breite von etwa 1,5 km. In der Wasserstraße liegt die kleine Insel Calway.
Lange Jahre bestand eine Fährverbindung zwischen den Siedlungen Ludag auf South Uist und Haun auf Eriskay. Die Überfahrt nahm etwa 15 Minuten in Anspruch. In den Jahren 2000–2002 wurde dann mit dem Eriskay Causeway ein Straßendamm über den Eriskay-Sund gebaut, wodurch die Fährverbindung obsolet wurde.
Im Jahre 1941 lief das Frachtschiff Politician auf seinem Weg von Liverpool in die Vereinigten Staaten nahe der Insel Calway im Eriskay-Sund auf Grund. Die Politician hatte unter anderem 20.300 Kisten Whisky geladen. Als dies bekannt wurde, reisten Whiskyfreunde selbst aus Oban und Stornoway an, um das Wrack zu plündern. Angeblich hatten die Inselbewohner solche Mengen an Whisky geborgen, dass er selbst zum Entzünden von Feuer verwendet wurde. Dieser Vorfall bildete die Grundlage für das Buch Whisky Galore von Compton Mackenzie, das später unter dem Titel Freut euch des Lebens–Das Whisky-Schiff verfilmt wurde.